# Eduardo Guzmán

Eduardo Guzmán Zuloaga (Guayaquil, Ecuador) es un exfutbolista ecuatoriano que jugó en equipos como Panamá, Everest y Emelec.

## Carrera
Guzmán Zuloaga nació en Guayaquil en 1926. Se inició en el Panamá, luego pasó a Emelec en 1946, en donde ganó su apodo de "bomba atómica" porque dejó soñado de un pelotazo a Carlos Roldán, arquero del C.S. Patria.  En los albores del profesionalismo (1951) jugó en el Everest al lado de Marcos Spencer, Gerardo Layedra, Homero Cruz, Aníbal Marañón e Isidro Matute.

## Clubes
| Club    | País    | Año       |
| ------- | ------- | --------- |
| Panamá  | Ecuador | 1946-1950 |
| Everest | Ecuador | 1951-1953 |
| Emelec  | Ecuador | 1954-1957 |

## Selección
Fue seleccionado ecuatoriano en el Sudamericano de Lima (Perú) en 1953.
En ese torneo de 1953 anotó un gol de tiro libre contra Bolivia.